# Putiatino (obwód amurski)
Putiatino (ros. Путятино) – wieś w Rosji, w obwodzie amurskim, w rejonie mazanowskim. W 2010 liczyła 309 mieszkańców.